# Самі аль-Джабер
Самі аль-Джабер (араб. سامي الجابر; нар. 11 грудня 1972, Ер-Ріяд) — саудівський футболіст, що грав на позиції нападника. По завершенні ігрової кар'єри — футбольний тренер.
Один з найкращих нападаючих в історії азійського футболу. Протягом усієї кра'єри виступав за «Аль-Гіляль» та національну збірну Саудівської Аравії.

## Клубна кар'єра
Народився 11 грудня 1972 року в місті Ер-Ріяд. Вихованець футбольної школи клубу «Аль-Гіляль». Дорослу футбольну кар'єру розпочав 1988 року в основній команді того ж клубу, в якій провів дев'ятнадцять сезонів, взявши участь у 305 матчах чемпіонату. У складі «Аль-Гіляля» був одним з головних бомбардирів команди, а у сезонах 1989/90 і 1992/93 ставав найкращим бомбардиром чемпіонату. Останній раз вийшов на поле за клуб 21 січня 2008 року в товариському матчі проти «Манчестер Юнайтед», на 39-й хвилині того матчу забив і свій останній гол у кар'єрі.
Крім того, 2000 року грав недовго на правах оренди за англійський «Вулвергемптон Вондерерз» з Першого дивізіону, проте в команді надовго не затримався.

## Виступи за збірну
11 вересня 1992 року дебютував в офіційних матчах у складі національної збірної Саудівської Аравії в матчі проти збірної Сирії (1:1).
Брав участь в чотирьох чемпіонатах світу (1994 року у США, 1998 року у Франції, 2002 року в Японії і Південній Кореї та 2006 року у Німеччині), він не забив тільки в 2002 році, коли збірна Саудівської Аравії в своїй групі програла Німеччині, Камеруну та Ірландії з сумарним рахунком 0:12. Саме матч на останньому з «мундіалів» 23 червня 2006 року проти збірної Іспанії (0:1) став останнім для Самі у футболці збірної.
У складі збірної також був учасником кубка Азії 1992 року в Японії, де разом з командою здобув «срібло», кубка Азії з футболу 1996 року в ОАЕ, здобувши того року титул переможця турніру, та кубка Азії з футболу 2000 року у Лівані, де разом з командою знову здобув «срібло».
Крім того, Самі взяв участь у обох домашніх Кубках Короля Фахда — 1992 року, де разом з командою здобув «срібло», та 1995 року. На наступному турнірі 1997 року, який став проводитись під егідою ФІФА і отримав назву Кубок конфедерацій, аль-Джабер також взяв участь.
Всього протягом кар'єри у національній команді, яка тривала 17 років, провів у формі головної команди країни 163 матчі, забивши 44 голи.

## Кар'єра тренера
Розпочав тренерську кар'єру невдовзі по завершенні кар'єри гравця, 2009 року, увійшовши до тренерського штабу клубу «Аль-Гіляль».
У 2012–2013 роках входив до тренерського штабу французького «Осера».
27 травня 2013 року Самі аль-Джабер був призначений головним тренером «Аль-Гіляля», ставши першим саудівським тренером клубу за 14 років. В команді пропрацював один сезон, після чого був звільнений.
19 липня 2014 року катарський «Аль-Арабі» оголосив про призначення аль-Джабера технічним директором їх футбольної команди.
З січня по травень 2015 року очолював тренерський штаб еміратської команди «Аль-Вахда».

## Статистика

### Збірна
| Збірна Саудівської Аравії | Збірна Саудівської Аравії | Збірна Саудівської Аравії |
| Роки                      | Ігри                      | Голи                      |
| ------------------------- | ------------------------- | ------------------------- |
| 1992                      | 15                        | 0                         |
| 1993                      | 19                        | 2                         |
| 1994                      | 19                        | 8                         |
| 1995                      | 7                         | 2                         |
| 1996                      | 16                        | 3                         |
| 1997                      | 17                        | 6                         |
| 1998                      | 11                        | 4                         |
| 1999                      | 1                         | 0                         |
| 2000                      | 11                        | 2                         |
| 2001                      | 18                        | 9                         |
| 2002                      | 10                        | 3                         |
| 2003                      | 0                         | 0                         |
| 2004                      | 0                         | 0                         |
| 2005                      | 8                         | 3                         |
| 2006                      | 11                        | 2                         |
| Всього                    | 163                       | 44                        |

## Досягнення

### Збірна
- Переможець Кубка Азії (1): 1996
- Фіналіст Кубка Азії (2): 1992, 2000
- Володар Кубка арабських націй (2): 1998, 2002
- Фіналіст Кубка арабських націй (1): 1992
- Володар Кубка націй Перської затоки (3): 1994, 2002, 2003
- Фіналіст Кубка націй Перської затоки (1): 1998

### Клуб

#### Міжнародні
- Переможець Ліги чемпіонів АФК (2): 1992, 2000
- Володар Кубка володарів кубків Азії (2): 1997, 2002
- Володар Суперкубка Азії (2): 1997, 2000
- Володар Арабського кубка чемпіонів (2): 1994, 1995
- Володар Арабського суперкубка (1): 2001
- Володар Саудівсько-єгипетського суперкубка (1): 2001
- Володар Клубного кубка чемпіонів Перської затоки (1): 1998

#### Національні
- Чемпіон Саудівської Аравії (6): 1987/88, 1989/90, 1995/96, 1997/98, 2001/02, 2004/05
- Володар Кубка короля Саудівської Аравії (1): 1988/89
- Володар Кубка наслідного принца Саудівської Аравії (6): 1994/95, 1999/00, 2002/03, 2004/05, 2005/06, 2007/08
- Володар Кубка федерації футболу Саудівської (4): 1989/90, 1992/93, 1995/96, 1999/00
- Володар Кубка принца Фейсала (2): 2004/05, 2005/06

### Особисті
- Як і у Пеле, Уве Зеелера, Дієго Марадони, Мікаеля Лаудрупа, Генріка Ларссона і Куаутемока Бланко, у аль-Джабера був найдовший проміжок між першим і останнім голом, забитим на чемпіонатах світу: 12 років — 1994—2006.
- Рекордсмен збірної Саудівської Аравії за кількістю голів на чемпіонатах світу: — 3 голи